# Condominio Insurgentes

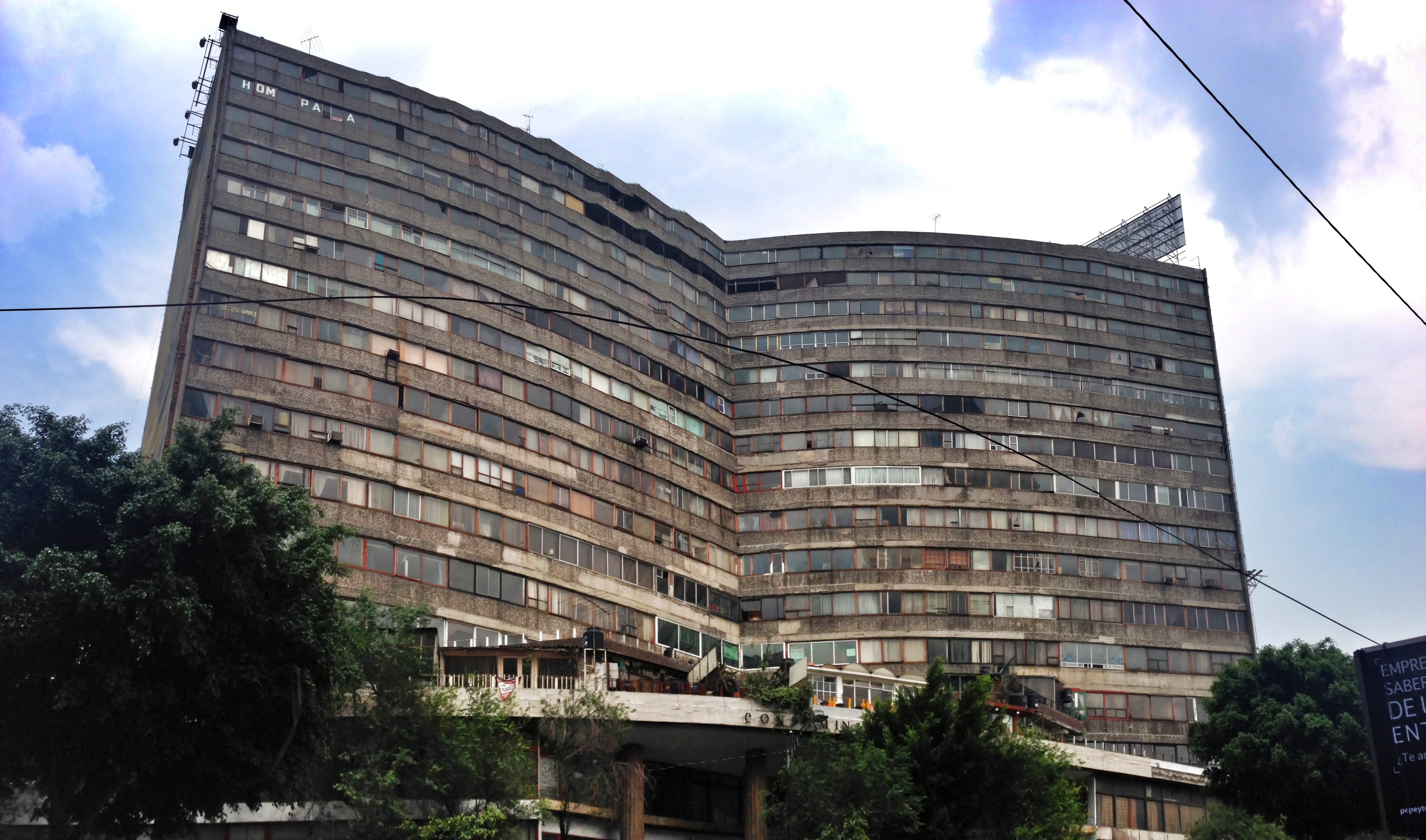
Panorama del condominio en 2013.

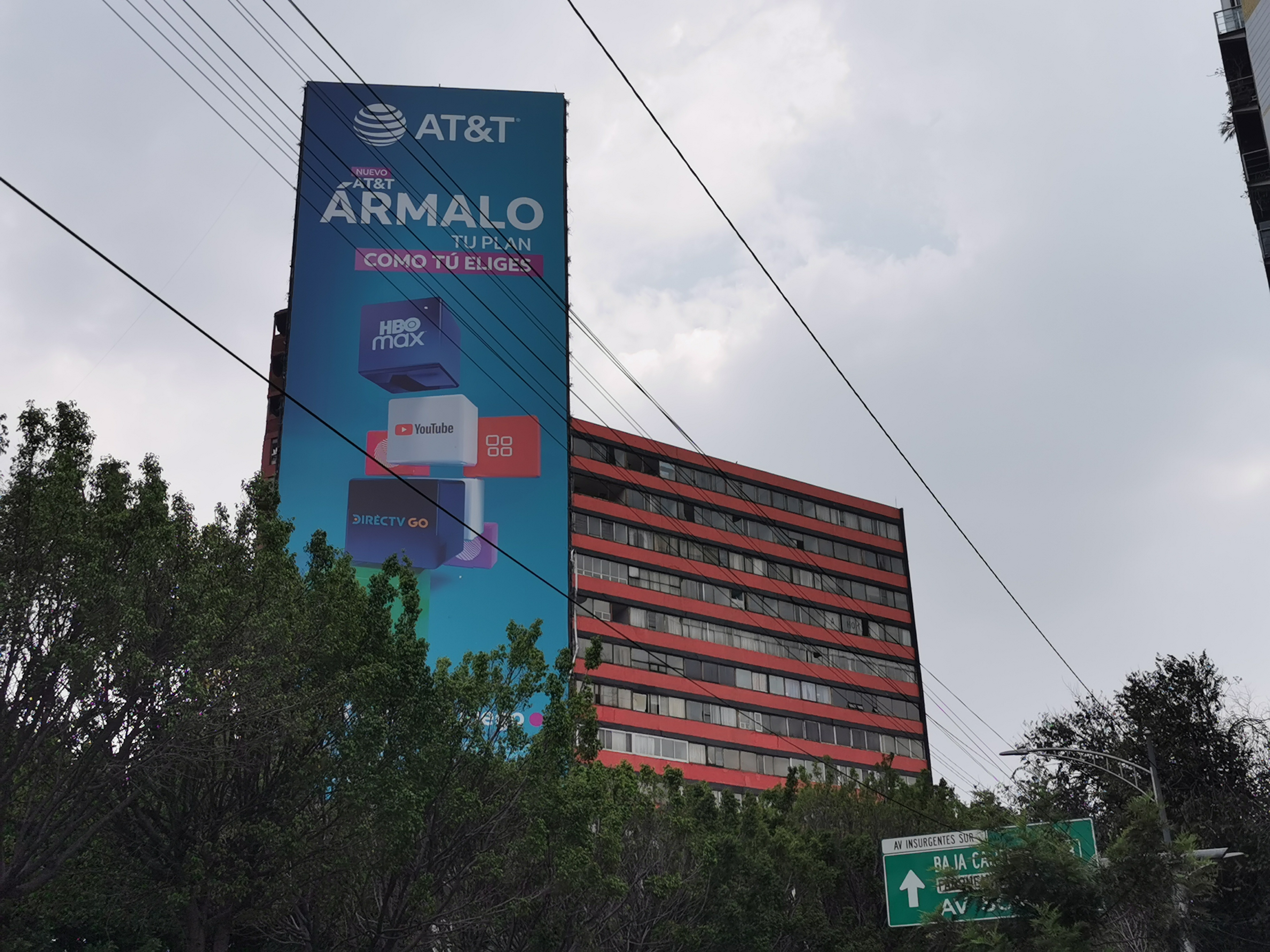
Vista parcial del edificio en 2021. Como se aprecia, fue renovado y se restauro con nueva pintura.

Condominio Insurgentes, también conocido como Insurgentes 300, es un edificio comercial y residencial de 17 pisos, ubicado en Avenida de los Insurgentes 300, Colonia Roma, Ciudad de México.
Abrió en 1958 y fue uno de los primeros condominios altos en México, contando con una banca de elevadores y un helipuerto.